# 84075 Peterpatricia
84075 Peterpatricia este un asteroid din centura principală de asteroizi.

## Descriere
84075 Peterpatricia este un asteroid din centura principală de asteroizi. A fost descoperit pe 8 august 2002 la Observatorul Palomar de Andrew Lowe. Asteroidul prezintă o orbită caracterizată de o semiaxă mare de 2,86 ua, o excentricitate de 0,06 și o înclinație de 1,2° în raport cu ecliptica.